# フライトシェイム

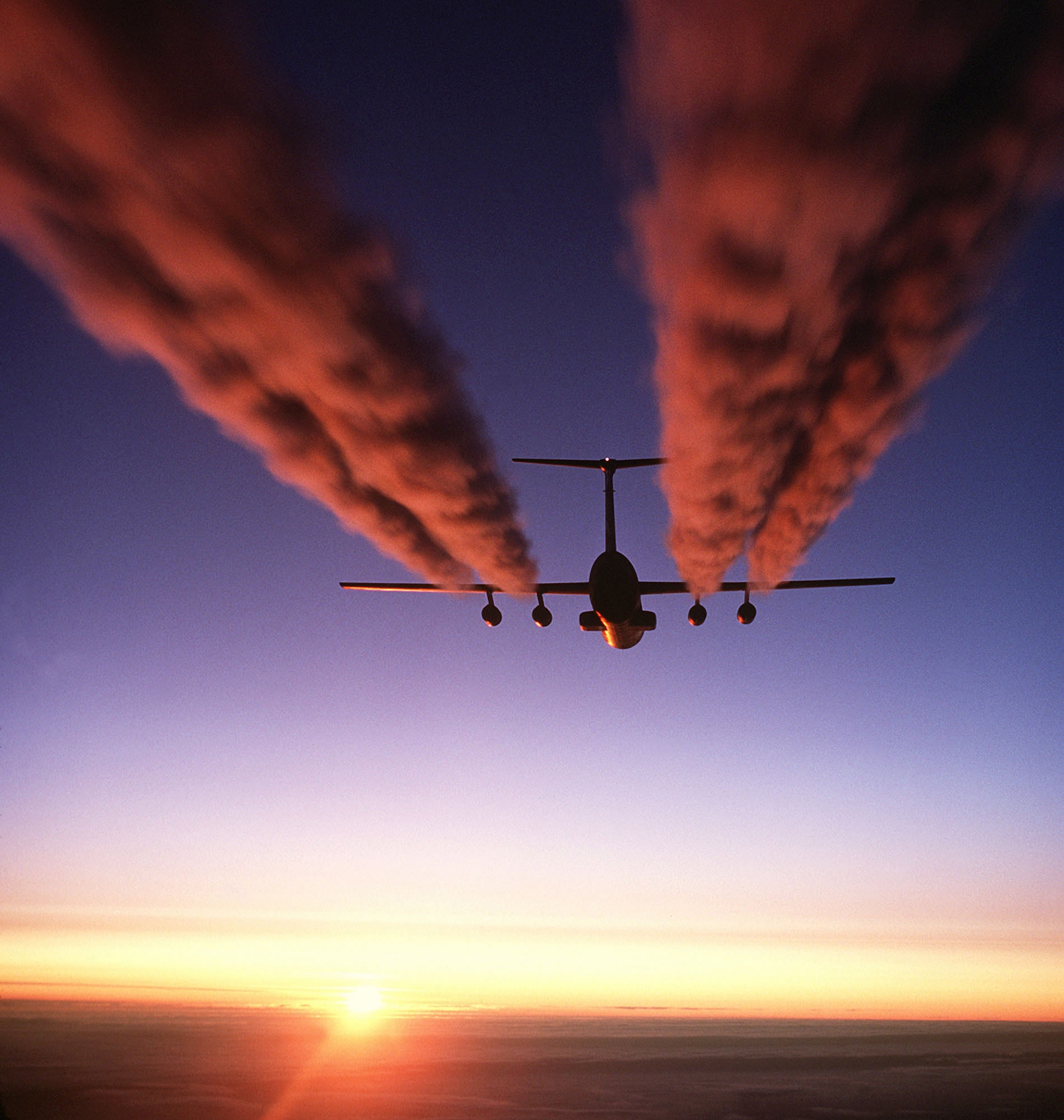
航空機と飛行機雲

フライトシェイム（英語: flight shame）、フリーグスカム（スウェーデン語: flygskam）、または飛び恥（とびはじ）は、2018年にスウェーデンで始まり、翌年北ヨーロッパ全体に広がった飛行機の利用に反対する社会運動である。flygskam（フリーグスカム）はスウェーデン語で「飛ぶことの恥」を意味する。この運動は、炭素排出量を減らして気候変動を阻止するために、人々に飛行機の利用を思いとどまらせることを目指している。

## 起源
2017年に、スウェーデンの歌手であるスタッファン・リンドバリ（Staffan Lindberg）がこの言葉を作ったと報じられている。バイアスロンのオリンピック金メダリストのビュルン・フェッリも、このコンセプトの最初の注目すべき擁護者の1人である。十代の環境活動家グレータ・トゥーンベリを娘に持つオペラ歌手のマレーナ・エルンマン もまた飛行機の利用を止めると公言した。グレータ・トゥーンベリはこの運動の普及に貢献した。この考えは、他のスウェーデンの著名人が追随するにつれ、さらに拡大していった。この言葉が英語圏で主流になり始めたのは、2019年のことである。

## 鉄道自慢
tågskrytは、スウェーデン語で「鉄道自慢」を意味する言葉で、「フライトシェイム」運動から生まれた。この考えは、人々に飛行機ではなく鉄道で旅行することを奨励するものである。さらに、ソーシャルメディアを活用して、鉄道旅行中の写真を投稿して #tågskryt のタグを付けることも奨励している。
また、「秘密裏に飛ぶこと」を意味する att smygflyga も「フライトシェイム」運動に由来する言葉である。

## 影響
スウェーデンでは、より多くの人々が列車を利用しており、国内線が減少している。スウェーデンの主要鉄道会社であるSJ ABは、2018年に前年より150万枚多くチケットを販売したと報告している。スウェーデンの空港運営会社であるスウェダヴィアによると、国内旅行は前年より9％減少した。スウェーデンの最も忙しい10の空港の乗客数は、2019年の夏に前年と比較して5％減少した。
スウェーデンと同じパターンがドイツでも見られた。ドイツ鉄道の鉄道サービスは、2019年に過去最高の旅行者数を報告した。ドイツの空港では国内線を利用する乗客が減少し、2019年11月から前年比12％減少した。
スイスの銀行UBSによる6,000人を対象とした調査では、米国、フランス、イギリス、ドイツの回答者の21％が過去1年間にフライトを減少させたと述べている。
航空業界もこの動きを脅威として認識していた。2019年、ソウルで毎年開催される国際航空運送協会 （IATA）で、「フリーグスカム」との闘いが議論された。easyJetなどの一部の航空会社は、カーボンオフセットを購入するために数千万ポンドを費やすと述べている。
生態学的に、人間からの世界の二酸化炭素排出量の約2.5％は商用便によるものである。さらに、飛行機は窒素酸化物や飛行機雲など、環境に影響を与える他のガスを放出する。当時、航空業界は排出量を減らすための対策を講じていたが、フライト数は拡大すると予測されていた。
2020年、COVID-19の大流行により航空会社は航空便の運行を最大で95％削減し、世界的な空の旅を急落させ、「フリーグスカム」運動の影響は減少した。